# Dag Shang Kagyü

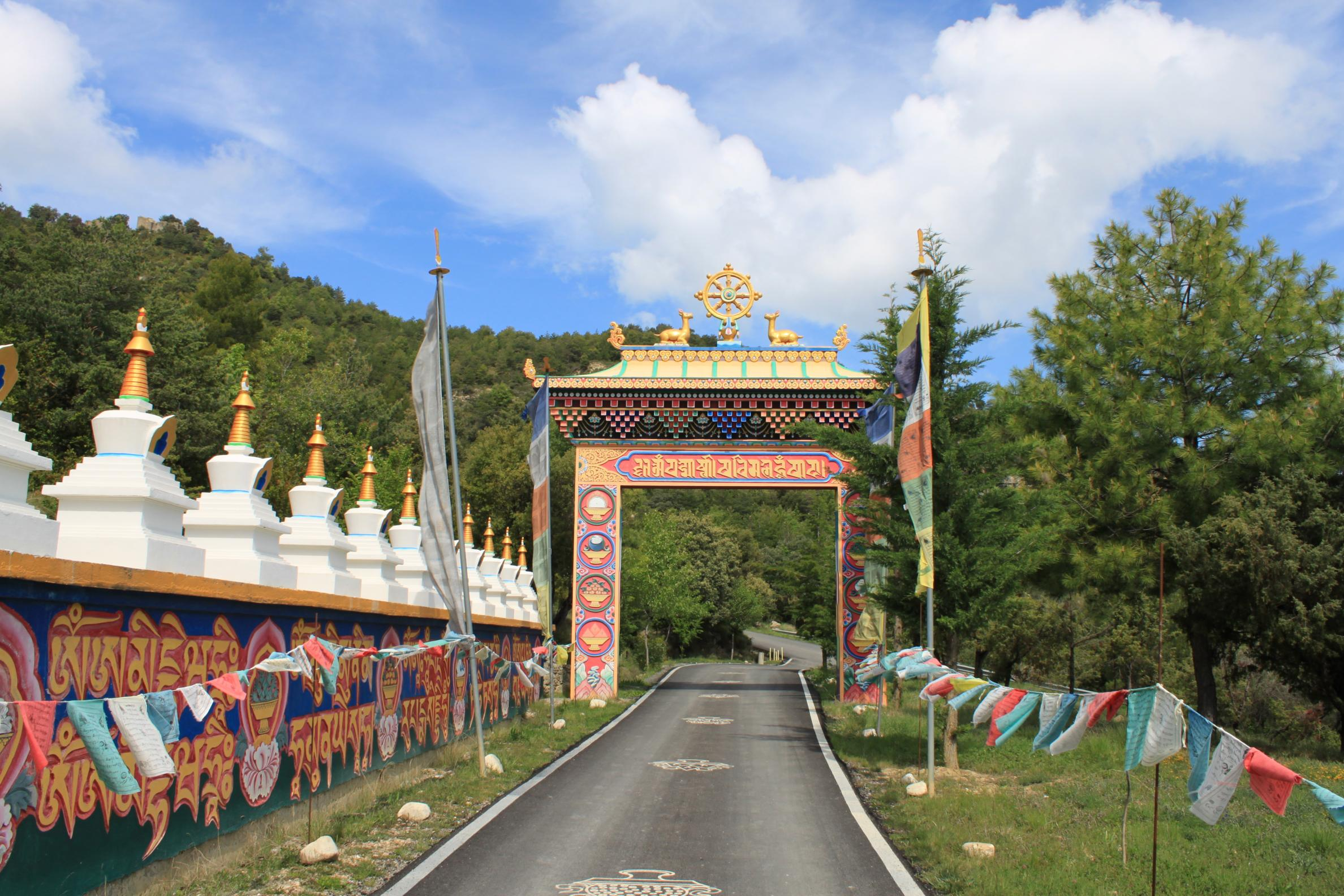
Entrada al templo desde la carretera HUV-6441.

Dag Shang Kagyü es un templo budista ubicado en el norte de la provincia de Huesca, en la localidad de Panillo, que pertenece a la rama del budismo tibetano vinculada a los linajes Dagpo y Shangpa Kagyü, más concretamente Karma Kagyü, del budismo Vajrayāna. Este templo fue fundado por Kyabye Kalu Rinpoche en 1984, y su tutela es actualmente sostenida por su reencarnación, Yangsi Kalu Rinpoche.
Es la principal sede del linaje Shangpa Kagyü en Europa. Aun así, Dag Shang Kagyü se encuadra en el movimiento Rimé, o no-sectario, que respeta todas las tradiciones y las reconoce como caminos válidos para la consecución de la realización espiritual suprema.

## Historia
Durante los años 1970, Su Eminencia Kalu Rinpoche fundó en Francia diversas comunidades y centros budistas: Kagyu Rintchen Tcheu Ling (La Boulaye, Borgoña, 1974) o Dashang Kagyu Ling (Montpellier, Languedoc-Rosellón, 1975). Más tarde fue invitado a España por iniciados en el budismo tibetano y fundó centros budistas en las principales capitales del país. Con el desarrollo de estos, surgió la necesidad de crear un espacio propicio para la meditación y el retiro en el entorno natural. Kalu Rinpoche llegó a la Ribagorza a finales de los años 1980, y cerca de donde se encuentra actualmente el templo, encontró una encina centenaria en lo alto del cerro (actualmente visitable). Bajo su sombra, Kalu sintió que aquel lugar sería propicio para la fundación de un templo para el linaje Kagyü. Con el apoyo de muchos de sus discípulos, se adquirió un terreno en Panillo, donde se ubicaba una masía de mediados del siglo XIX que es el actual albergue.
Dag Shang Kagyü nació en 1984 con la adquisición de una pequeña finca que posteriormente fue ampliada con otra más extensa, donada por un grupo de benefactores y discípulos de S. E. Kalu Rinpoche y un año después abrió sus puertas como centro budista de estudio y práctica, albergando también la aspiración de convertirse en un futuro centro de retiro para sus estudiantes. 
Entonces se contaba únicamente con una antigua casa en ruinas. Gracias al trabajo de los residentes, al apoyo financiero de sus miembros y benefactores, gracias también a la buena disposición mostrada por las autoridades que apoyaron desde el primer momento este proyecto, y el incesante entusiasmo de los lamas y las bendiciones de los Budas, Dag Shang Kagyü se ha convertido en un floreciente centro de Dharma.
El centro está dirigido por la autoridad espiritual Lama Drubgyu Tenpa y es el hogar de aproximadamente ocho lamas, occidentales y tibetano-butaneses, así como de varios residentes y colaboradores venidos de diversos lugares de España y otros países.

## Filosofía
Dag Shang Kagyü se encuadra en el movimiento Rimé, o no-sectario, que respeta todas las tradiciones y las reconoce como caminos válidos para la consecución de la realización espiritual suprema.
Dentro de este espíritu, Dag Shang Kagyü cuenta entre sus actividades con las visitas regulares de grandes maestros y Rinpoches de diferentes escuelas de la tradición budista Vajrayana, pudiendo así recibir sus preciosas y profundas enseñanzas e iniciaciones.

## Ubicación
El terreno de Dag Shang Kagyü es muy amplio y está cubierto por hermosos bosques. Situado en el Prepirineo altoaragonés, el lugar ha sido reconocido como un sitio especialmente adecuado para la meditación, tanto por el anterior Kalu Rinpoche como por Bokar Rinpoche.

## Edificación

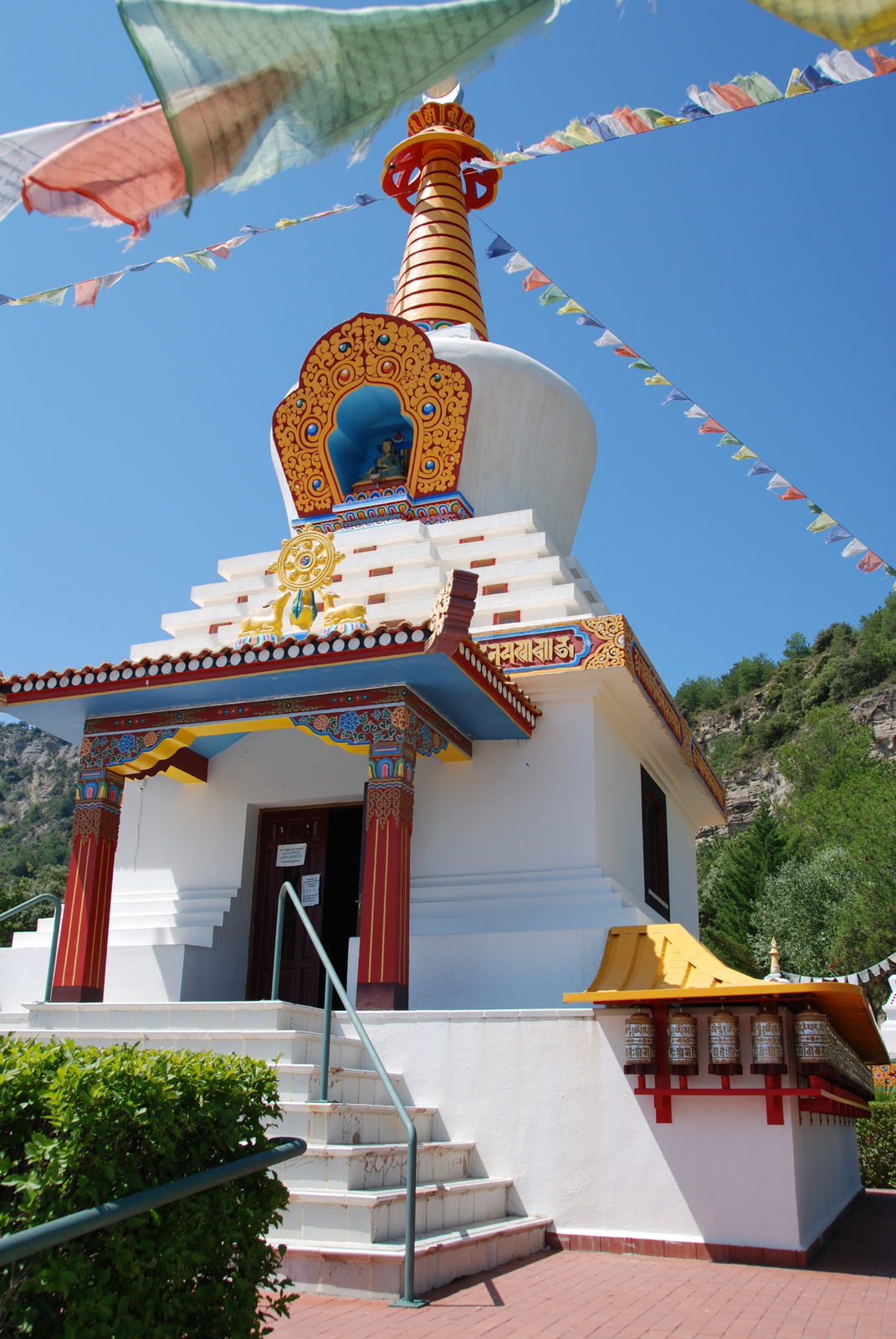
Estupa en Dag Shang Kagyu.

Consta de un edificio principal restaurado al estilo tradicional tibetano, además de una estupa de 17 m de altura que representa la «apertura de las puertas» hacia las enseñanzas, y una Shedra (escuela).
El albergue, antigua edificación, ha sido rehabilitado, y se está elaborando actualmente un proyecto de ampliación para 40 habitaciones. En 2013 contaba con dos estancias que hacían de dormitorios comunes, uno mixto con 28 camas en literas y otro femenino con 16. El albergue cuenta con calefacción, agua caliente, aseos y duchas, y un gran comedor que puede dar cabida hasta para 80 comensales.
Dag Shang Kagyü cuenta también con una zona de retiro, Samten Ling, con su propia estupa dedicada a la iluminación del Buda, donde están ubicadas las casitas para retiro individuales, y una zona de retiro de larga duración, con los centros de retiros de Naro Ling (para los hombres) y Nigu Ling (para las mujeres).